# Wahlen in Uruguay 1946
- PCU: 5
- PSU: 2
- UC: 5
- PC: 47
- PN: 31
- PNI: 9

- PSU: 1
- UC: 1
- PC: 16
- PN: 10
- PNI: 3

Die Präsidentschafts- und Parlamentswahlen in Uruguay 1946 fanden am Sonntag, den 24. November 1946 statt.
Aus den gleichzeitig stattfindenden Präsidentschafts- und Parlamentswahlen ging die Partido Colorado, der drei Sublemas angehörten, als Sieger hervor. Tomás Berreta von der Partido Colorado wurde zum Präsidenten gewählt. Er trat sein Amt am 1. März 1947 an. Vizepräsident wurde Luis Batlle Berres. Bei den Wahlen, deren Wahlsystem nach der relativen Mehrheit im sogenannten Lema-System ausgerichtet war, wurden sowohl der Präsident als auch die Abgeordneten und Senatoren im Rahmen einer Verhältniswahl für eine Amtszeit von vier Jahren gewählt.
Die Sitzverteilung für das Abgeordnetenhaus stellte sich wie folgt dar:
- Partido Colorado: 47,5 % (die beiden stärksten Sublema vereinigten jeweils 11,1 % der Stimmen auf sich)
- Partido Nacional: 31,3 %
- andere Parteien: 21,2 %

Die Sitzverteilung in der Cámara de Senadores:
- Partido Colorado: 50 %
- Partido Nacional: 33,3 %
- Andere Parteien:
  - Partido Nacional Independiente 10 %
  - übrige: 6,6 %